# 143 (szám)
A 143 (száznegyvenhárom) a 142 és 144 között található természetes szám.

## Matematika
- A 143 felírható három egymást követő prímszám összegeként:

{\displaystyle 143=43+47+53}
és hét egymást követő prímszám összegeként is:
{\displaystyle 143=11+13+17+19+23+29+31}
- A 143 nem áll elő egész számnak és annak tízes számrendszerbeli számjegyei összegeként.

- Minden pozitív egész szám előáll legfeljebb 143 hetedik hatvány összegeként (lásd: Waring-probléma).[1]

## Számítástechnika
- Az IMAP4 hálózati protokoll szabványos TCP-portja 143.

- Angol nyelvű elektronikus üzenetek szleng nyelvén a 143 szám jelentheti azt is, hogy ,,I love you" vagy azt is, hogy ,,I hate you", mert az 1 számjegy megfelel az I angol szónak, továbbá a love és hate szavak 4 betűből állnak, harmadrészt pedig a 3 számjegy utal a you szó három betűjére.